# Credo solo a te
Credo solo a te è un brano musicale di Edoardo Bennato, singolo uscito nel 2012 entrato a far parte della programmazione delle stazioni radiofoniche il 25 novembre 2011.
Il brano originale proviene dall'album Sbandato (1998).

## Tracce
Download digitale
1. Credo solo a te - 3:44

## Musicisti
- Guido Carli: Batteria
- Giuseppe Scarpato: Chitarre e preproduzione
- Marco Barusso: Arrangiamento, programmazione, basso, chitarre elettriche addizionali.
- Raffaele Lopez: Preproduzione.

## Tecnici
- Marco Barusso: Registrazioni e mix.
- Marco D'Agostino: Mastering.